# Jean Charest
Jean Charest   (Sherbrooke, 24 de juny de 1958) és un advocat i polític del Quebec.
Fou vicepresident del Canadà l'any 1993 i va esdevenir el màxim líder del partit liberal l'any 1998. Més tard, fou escollit primer ministre del Quebec després de guanyar les eleccions de 2003. El 4 de setembre de 2012, Pauline Marois va assolir el càrrec en les eleccions celebrades.

## Primer ministre delQuebec
Va aconseguir esdevenir primer ministre del Quebec al segon intent, després de guanyar les eleccions de 2003 (les eleccions de l'any 1998 s'havia imposat en el vot popular, però havia perdut en nombre d'escons). Els seus tres mandats consecutius (2003-2012) van estar marcats per un auge de les polítiques de caràcter neoliberal, la qual cosa va comportar la crítica dels sectors més progressistes de la "belle province".

### Primer mandat
Les seves primeres mesures van estar carregades de polèmica, ja que va intentar limitar el poder dels sindicats, va limitar el dèficit públic, i va abaixar els impostos a les rendes més altes.

### Segon mandat
A les eleccions de 2007, el Partit Liberal del Quebec va patir una gran davallada en nombre de vots i diputats, de manera que Charest no va aconseguir obtenir majoria per formar govern. Tot i això, va aconseguir formar un govern en minoria. La inestabilitat política motivada per la fragmentació política del parlament quebequès va empentar al país a unes eleccions anticipades.

### Tercer mandat
A les eleccions de 2008, Charest va aconseguir novament la majoria absoluta, la qual li va permetre governar amb tranquil·litat en els últims anys. Entre les seves primeres mesures va estar la de reduir les despeses públiques en 220 milions de dòlars canadencs.

### Derrota
El Partit Liberal del Quebec va perdre les eleccions de 2012 per un escàs 0,75% dels vots enfront del Partit Quebequès, liderat per Pauline Marois, qui va esdevenir la primera dona que ocupava el càrrec de primera ministra del Quebec amb un govern en minoria. Després de la derrota, Jean Charest va anunciar que abandonava la política.